# As Lastras
As Lastras es una entidad de población situada en la parroquia de Santa Cristina, del municipio español de La Vega, en la provincia de Orense, Galicia.

## Demografía
La entidad de población de As Lastras no consta ni en las bases de datos del INE ni en las del IGE por lo que se desconocen los datos demográficos de la misma.